# Левое предсердие
Ле́вое предсе́рдие (лат. atrium sinistrum) так же как и правое, имеет неправильно кубовидную форму, но с более тонкими стенками, чем правое. В нём различают верхнюю, переднюю, заднюю и наружную (левую) стенки. Внутреннюю (правую) стенку составляет межпредсердная перегородка (лат. septum interatriale). Нижней стенкой является основание левого желудочка. От передневерхней стенки предсердия отходит левое ушко (лат. auricula sinistra). Оно изгибается впереди, охватывая начало легочного ствола.
В заднем отделе верхней стенки предсердия открываются четыре отверстия лёгочных вен (лат. ostia venarum pulmonalium), приносящих артериальную кровь из лёгких в полость левого предсердия. При этом устья обеих правых, как и обеих левых, лёгочных вен лежат весьма близко одно от другого, тогда как между устьями правых и левых вен имеется пространство, соответствующее верхнезаднему участку стенки левого предсердия. Нижнюю стенку левого предсердия пронизывает левое предсердно-желудочковое отверстие (лат. ostium atrioventriculare sinistrum) при посредстве которого полость левого предсердия сообщается с полостью левого желудочка.
Внутренняя поверхность левого предсердия гладкая, за исключением внутренней (правой) стенки и ушка. Внутренняя (правая) стенка левого предсердия, представляющая, как сказано, межпредсердную перегородку (лат. septum interatriale) имеет плоское углубление, соответствующее fosa ovalis; оно окаймлено складкой — заслонкой овального отверстия (серп перегородки), представляющей остаток существовавшей в эмбриональном периоде заслонки овального отверстия. Внутренняя поверхность левого ушка имеет меньше гребенчатых мышц, в отличие от правого переплетающиеся между собой в различных направлениях.